# Aleksandretta krótkosterna
Aleksandretta krótkosterna (Psittacula eques) – gatunek średniej wielkości ptaka z rodziny papug wschodnich (Psittaculidae). Występuje endemicznie na Mauritiusie. Narażony na wyginięcie; podgatunek z Reunionu wymarł pod koniec XVIII lub na początku XIX wieku. To jedyny żyjący gatunek z 6 gatunków papug występujących niegdyś na obszarze Maskarenów.

## Taksonomia
Obecnie wyróżnia się dwa podgatunki Psittacula eques:
- Psittacula eques eques – podgatunek wymarły, pierwotnie zamieszkujący wyspę Reunion;
- Psittacula eques echo – zamieszkuje Mauritius.

Ptak ten wzmiankowany był przez XVII- i XVIII-wiecznych autorów odwiedzających Maskareny. Jako pierwszy nazwę naukową Psittacus eques nadał mu Pieter Boddaert w 1783 roku, w oparciu o rycinę przedstawiającą ptaka z Reunionu, autorstwa François-Nicolasa Martineta, zamieszczoną w publikacji Comte de Buffona z 1779 roku. Nie wiadomo, czy rycina powstała na podstawie obserwacji żywego ptaka, czy wypchanego okazu. Alfred i Edward Newtonowie w roku 1876 zbadali i opisali holotyp z Mauritiusa, zaliczając go do osobnego gatunku, który nazwali Palæornis echo. Przez wiele lat oba te taksony były zwykle uznawane za osobne gatunki, a wedle niektórych klasyfikacji P. echo uznawany był za podgatunek aleksandretty obrożnej (P. krameri). I choć niektórzy autorzy podejrzewali ze względu na podobieństwo wyglądu, że mogą to być podgatunki tego samego gatunku, nie można było tego udowodnić ze względu na brak (jak przypuszczano) zachowanych okazów aleksandrett z Reunionu – były one znane tylko z opisów i rycin. W 1987 roku Carl G. Jones wyraził przypuszczenie, że jeden z okazów z Royal Museum w Edynburgu, pochodzący z kolekcji Louisa Dufresne, może być przedstawicielem wymarłej populacji z Reunionu, na co wskazywał m.in. czas odłowienia tego osobnika (ponad 50 lat wcześniej, niż powstał opis taksonu z Mauritiusa autorstwa braci Newtonów). Jones nie był jednak w stanie tego udowodnić, a niektórzy autorzy jeszcze wiele lat później wyrażali swoje wątpliwości co do pochodzenia tego okazu. Dopiero dokładniejsze badania (w tym genetyczne i morfologiczne), których wyniki opublikowano w 2015 i 2019 roku (Jones był członkiem obu tych zespołów badawczych), potwierdziły, że okaz ten rzeczywiście pochodzi z Reunionu, a różnice genetyczne pomiędzy taksonami eques i echo są na tyle niewielkie (0,2%), że należy traktować je jako podgatunki, a nie osobne gatunki.

## Morfologia
Długość ciała mieści się między 36–42 cm. Samce ważą około 150 g, samice również 150 g. Ogólnie według autorów HBW masa ciała wynosi 167–193 g, zaś w The Birds of Africa dla dorosłych ptaków (dzikich) zanotowana jest masa 127–222 g. Rozpiętość skrzydeł waha się między 293–544 mm. Ogon mierzy 179±2 mm. Pozostałe wymiary (długości) dla okazów muzealnych:
- samce: skrzydło 171–191 mm, skok 18–20,5 mm, dziób (górna krawędź – culmen) 23–25,5 mm,
- samice: skrzydło 169–190 mm, skok 18,5–21,5 mm, dziób 22,4 mm

Występuje nieznaczny dymorfizm płciowy. U samca wierzch głowy zielony, pióra na karku zdobią niebieskie krawędzie. Tył szyi i pozostała część wierzchu ciała intensywnie zielone, w odcieniu jabłkowym. Na kuprze i pokrywach nadogonowych barwa jaśnieje. Sterówki długie, ostro zakończone. Środkowa para dłuższa od pozostałych o 25–35 mm. Z wierzchu pióra w ogonie zielone, bliżej stosin turkusowe, zaś od spodu jasnobrązowe. Kantarek, policzki i pokrywy uszne zielone. Brodę wraz z bokami gardła porastają czarne pióra, za policzkami przechodzące w czarną linię, a następnie w różowawą półobrożę. Przez niższą część gardła biegnie żółtozielony pas. Pozostała część spodu ciała jabłkowozielona, na brzuchu, niższej części boków i pokrywach podogonowych żółtawa. Lotki zielone z czarniawymi chorągiewkami wewnętrznymi, lotki III rzędu i pokrywy skrzydłowe zielone. Pokrywy podskrzydłowe duże czarniawe, pozostałe zielonożółte. Górna szczęka czerwona, dolna szczęka czarna. Tęczówka żółta, nogi czarne. U samicy upierzenie podobne, jednak nie posiada ona różowej półobroży, czarnych piór na gardle i brodzie oraz niebieskiej barwy na karku, ponadto ma cały czarny dziób.

## Zasięg występowania
Aleksandretta krótkosterna występuje na południowo-zachodnim Mauritiusie, na obszarze około 60 km²; w pozostałej części wyspy wymarła. Występuje w lasach i zakrzewieniach, zarówno nizinnych, jak i wyżynnych. Zasięg drastycznie zmniejszył się, ponieważ w wyniku niszczenia środowiska na Mauritiusie pozostało ok. 1,27% z poprzedniej powierzchni lasów. Ptaki tego gatunku mają ulubione owocujące drzewa, do których powracają, niekiedy żerują na nich przez kilka pokoleń. Dawniej prócz wyspy Reunion gatunek występował również na Seszelach i Rodriguesie.

## Zachowanie
Gatunek wyłącznie leśny. Żeruje na owocach rdzennych gatunków drzew, jak Calophyllum, Tabernaemontana, Labourdonnaisia i Mimusops, ale prócz tego zjada duży zakres innych części drzewa – pączki kwiatowe, kwiaty, gałązki, liście, nasiona, dopiero co wzrastające gałązki, a nawet korę i soki roślinne. Żeruje późnym popołudniem.
P. eques odzywa się w locie głośnym kaaark kaaark, prócz tego wydaje z siebie krótkie, ostre kik, kik, odmienne od wysokich pisków i skrzeków aleksandretty obrożnej. Ptaki tego gatunku przesiadują i śpią na dorosłych drzewach albo w dziuplach. Preferują drzewa o gęstym ulistnieniu, jak goździkowiec (Eugenia), krasnodrzew (Erythroxylum) i Labourdonnaisia (sączyńcowate). Miejsca nocnego spoczynku opuszczają cicho około godzinę po wschodzie słońca. Silnie terytorialne wyłącznie w okresie lęgowym.

## Lęgi

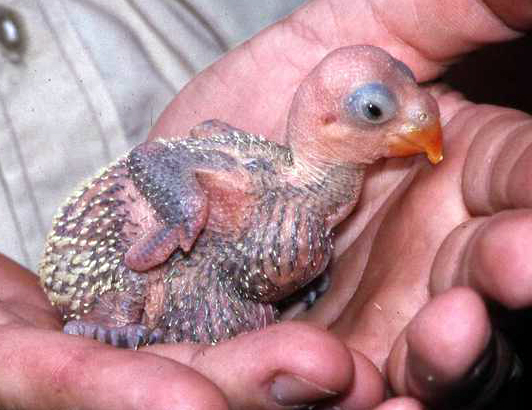
Pisklę (w niewoli)

Gnieździ się w dziuplach i zagłębieniach konarów drzew; preferuje te o mniej więcej poziomym ułożeniu. Gniazdo mieści się 6–10 m nad ziemią. Średnica otworu dziupli mieści się w granicach 10–15 cm. Okres lęgowy trwa od września do lutego. Wybór miejsca na gniazdo ma miejsce na początku sezonu lęgowego. Samica zachęca samca do kopulacji, przykucając, natomiast w trakcie kopulacji samiec, po wdrapaniu się na grzbiet samicy, porusza głową w górę i w dół. Przebywając na grzbiecie samicy od 3 do 5 minut, samiec często zmienia stronę, na której odbywa się kopulacja.
Aleksandretta krótkosterna wyprowadza do dwóch lęgów w ciągu roku. Zniesienie liczy zazwyczaj 2–3 jaja, jednak może również liczyć jedno lub cztery. Inkubacja trwa 22–23 dni. Samica składa jaja w odstępach 1–2-dniowych, wysiadywanie rozpoczyna się od pierwszego lub drugiego jaja. Wysiaduje jedynie samica. Młode po wykluciu ważą 0,7–1,05 g, opiekuje się nimi samica. Są w pełni opierzone po osiągnięciu 48–69 dni, ważą wtedy 120–160 g.

## Status i zagrożenia
Przez IUCN gatunek klasyfikowany jest jako narażony (VU, Vulnerable); do roku 2006 uznawany był za zagrożonego krytycznie (CR, Critically Endangered), a do 2019 jako zagrożony (EN, Endangered). Głównym zagrożeniem dla aleksandretty krótkosternej jest niszczenie środowiska przez wycinkę lasów. W roku 1986 znanych było 10–12 ptaków (wtedy była to najrzadsza papuga na świecie). Dzięki programowi rozrodu w niewoli populacja wzrosła i zmieniono status z gatunku krytycznie zagrożonego na zagrożony. W 2008 roku ogólna populacja wynosiła 362 osobników dzięki rozrodowi w niewoli i reintrodukcji gatunku. W lutym 2015 rozpoczęto translokację ptaków z niewoli do Vallée de Ferney. Do czerwca 2017 wypuszczono 73 ptaki.
Podgatunek P. e. eqes z Reunionu wymarł prawdopodobnie pod koniec XVIII wieku, być może nawet na początku XIX wieku. Jeszcze na początku XVIII wieku, sądząc po lakonicznym opisie z 1703 roku, był dość pospolity. Ostatnia wzmianka o występowaniu ptaków tego podgatunku pochodzi z 1732 roku, a dokładna data wymarcia nie jest znana.